# Croisilles, Pas-de-Calais
Croisilles är en kommun i departementet Pas-de-Calais i regionen Hauts-de-France i norra Frankrike. Kommunen ligger i kantonen Croisilles som tillhör arrondissementet Arras. År 2022 hade Croisilles 1 929 invånare.

## Befolkningsutveckling
Antalet invånare i kommunen Croisilles
| Referens: INSEE |